# Lasioglossum textorium
Lasioglossum textorium är en biart som först beskrevs av Raymond Benoist 1957.  Lasioglossum textorium ingår i släktet smalbin, och familjen vägbin. Inga underarter finns listade i Catalogue of Life.